# Miles Millar
Miles Millar (nascido em 1967) é um roteirista e produtor britânico.

## Filmografia
- I Am Number Four (2011) (roteirista)
- Hannah Montana: The Movie (2009) (produtor)
- The Mummy: Tomb of the Dragon Emperor (2011) (roteirista)
- Herbie: Fully Loaded (2005) (roteirista)
- Spider-Man 2 (2004) (roteirista)
- Shanghai Knights (2003) (roteirista)
- Showtime (2002) (roteirista)
- Shanghai Noon (2000) (roteirista)
- Lethal Weapon 4 (1998) (roteirista)

### Televisão
- The Shannara Chronicles (2016) (co-autor, roteirista e produtor executivo)
- Charlie's Angels (2011–2012) (co-autor, roteirista e produtor executivo)
- Aquaman (2006–2007) (co-autor, roteirista e produtor executivo)
- Smallville (2001–2011) (co-autor, roteirista, produtor executivo e diretor)
- The Strip (1999–2000) (co-autor e roteirista)
- Martial Law (1998–1999) (roteirista e co-produtor)
- Made Men (1998–1999) (roteirista)
- Double Tap (1997–1998) (roteirista)
- Timecop (1997–1998) (roterista e editor da história)